# Китамура, Кэти
Кэти Китамура (род. 1979[…], Сакраменто, Калифорния) — американская писательница, журналистка и художественный критик.

## Биография
Кэти Китамура родилась в Сакраменто в 1979 году в семье японского происхождения, выросла в Дэвисе, где её отец Рюичи преподавал на кафедре гражданского и экологического строительства в Калифорнийском университете в Дэвисе.
В 1999 году Китамура окончила Принстонский университет в Нью-Джерси. Получила степень доктора философии по американской литературе в Лондонском консорциуме. Её диссертация называлась «Эстетика вульгарности и современный американский роман» (2005).
В детстве Китамура занималась балетом.
Китамура написала книгу Japanese for Travellers: A Journey, описывающую её путешествия по Японии и исследующую дихотомии её общества и её собственное место в нём как американки японского происхождения.
Китамура познакомилась со смешанными боевыми искусствами в Японии благодаря своему брату. Дебютный роман, The Longshot, опубликованный в 2009 году, рассказывает о подготовке бойца и его тренера к чемпионскому поединку против известного соперника. На обложке американского издания её книги название вытатуировано на костяшках пальцев; костяшки принадлежат её брату. Действие второго романа Китамуры, Gone to the Forest, опубликованного в 2013 году, происходит в неназванной колониальной стране и описывает жизнь и страдания семьи землевладельцев на фоне гражданской войны и политических перемен.
Роман Китамуры «Расставание» (2017) будет экранизирован с Кэтрин Уотерстон в главной роли. В 2021 году вышел роман Intimacies.
Китамура пишет для The Guardian, The New York Times и Wired. Она пишет статьи о смешанных единоборствах, кинокритике и анализе фильмов, и искусстве.
Китамура замужем за писателем Хари Кунзру.

### Награды
В 2010 году роман Китамуры «The Longshot» вошел в шорт-лист премии Young Lions Fiction Award Нью-Йоркской публичной библиотеки. В 2013 году роман «Gone to the Forest» также вошел в шорт-лист премии Young Lions Fiction Award. В 2021 году роман Китамуры Intimacies был включен в лонг-лист Национальной книжной премии за художественную литературу.

## Избранная библиография

### Автобиография
- — (2006). Japanese for Travellers: A Journey

### Романы
- — (2009). The Longshot: A Novel
- — (2013). Gone to the Forest
- — (2017). Расставание / A Separation
- — (2021). Близости / Intimacies